# Gò Công (provincie)

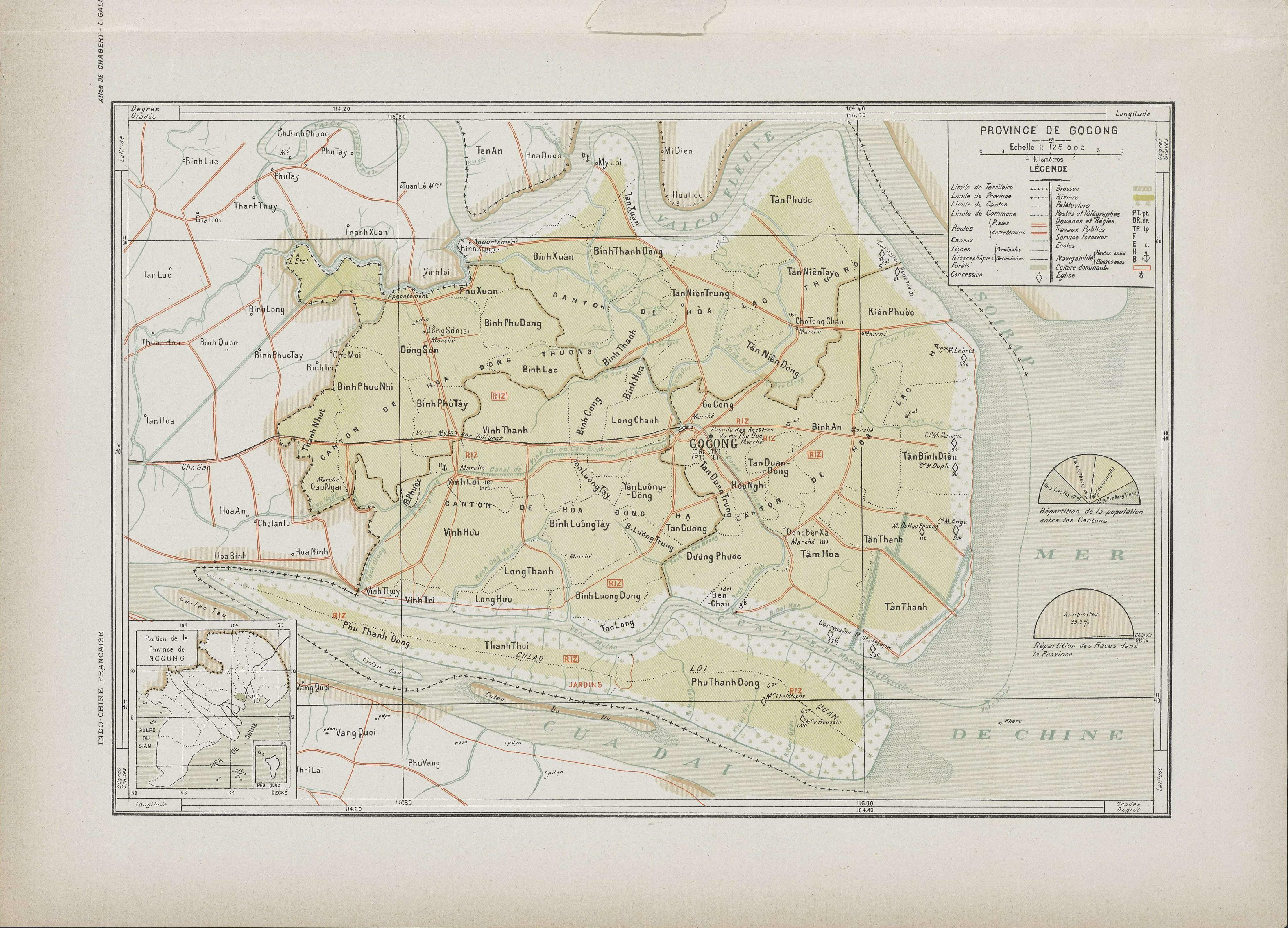
Gò Công in 1909

Gò Công is een voormalige provincie in de Mekong-delta. De provincie werd in 1900 opgericht evenals vele andere provincies in het zuiden van de Unie van Indochina. Dit gebeurde op voorspraak van Édouard Picanon, de gouverneur van Cochin-China. De hoofdstad van de provincie was de stad Gò Công.
In 1913 werd de provincie opgeheven. De provincie werd een onderdeel van Mỹ Tho. Deze samenvoeging werd in 1924 weer ongedaan gemaakt, waardoor Gò Công een volwaardige provincie werd. Ook in 1956, zouden deze twee provincies samengevoegd worden, deze keer tot een nieuw te vormen provincie, te weten Định Tường. Ook deze samenvoeging werd teruggedraaid. Gò Công werd weer een provincie op 20 december 1963.
In 1976 werd de provincie wederom opgeheven en maakt het sindsdien een onderdeel uit van de provincie Tiền Giang.